# Premier prix de Conservatoire
Pour le film documentaire, voir Premier Prix du conservatoire.

## France
Le premier prix était l'intitulé du diplôme délivré par le Conservatoire national supérieur de musique de Paris et certains conservatoires nationaux en région en fin d'études. Il était initialement associé à un classement des lauréats.
Si le terme est toujours employé au Conservatoire national supérieur de musique et de danse de Paris, il ne constitue plus un diplôme en soi mais une unité de valeur du diplôme de formation supérieur à partir du milieu des années 1990, puis du diplôme valant grade de master depuis l'application du processus de Bologne en 2008.
Dans les conservatoires nationaux de régions, devenus conservatoires à rayonnement régional, les anciens premiers prix correspondent aujourd'hui au diplôme d'études musicales.

## Québec
Fondé à Montréal en 1942 par Wilfrid Pelletier, le Conservatoire de musique et d'art dramatique du Québec agit aujourd'hui sous la tutelle du Ministère de la culture et des communications. 
Après l'ajout de Québec en 1944, le réseau des conservatoires de musique compte aujourd'hui des institutions à Gatineau, Rimouski, Saguenay, Trois-Rivières et Val-d'Or.
Le Premier prix est décerné à la suite de la réussite d'un concours, lequel a lieu à la fin d'un quatrième cycle d'études. Bien que le nombre d'années d'études équivaut à l'obtention d'une Maîtrise (master degree) dans une université québécoise, le caractère unique de cette institution en Amérique du Nord n'offre pas d'équivalence adéquate. Ainsi, un étudiant qui désirerait poursuivre des études doctorales pourrait avoir à composer avec quelques études compensatoires.